# Zwartkapmanakin
De zwartkapmanakin (Piprites pileata) is een zangvogel uit de familie Tyrannidae (tirannen). 

## Kenmerken
De vogel is 12 cm lang. De vogel is bruingeel gekleurd met een zwarte kruin en nek. Van boven is de vogel donkerder dan op de borst en buik. Het vrouwtje is doffer gekleurd en meer olijfkleurig op de rug. De poten zijn oranjegeel en de snavel is geel.

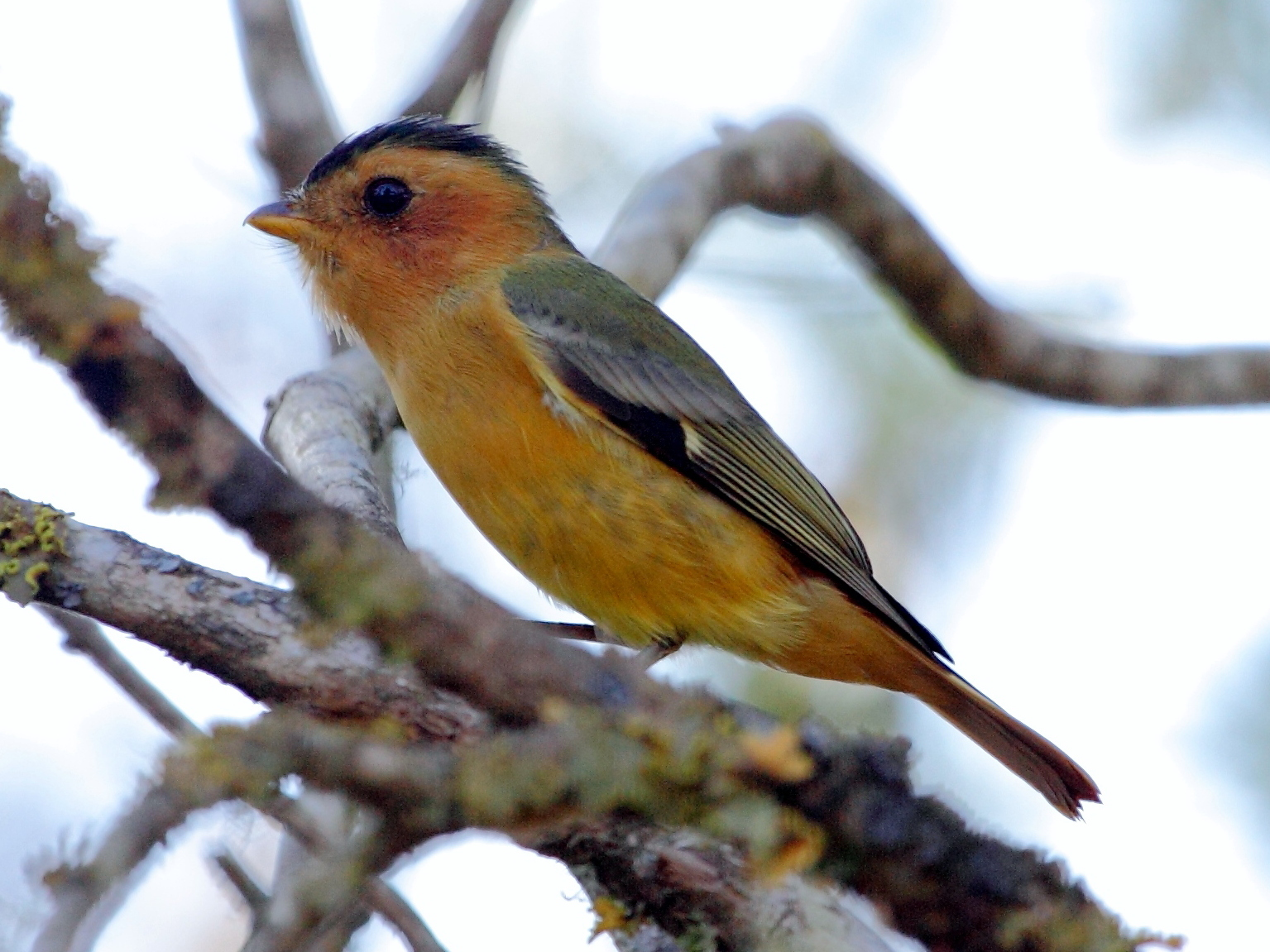
Vrouwtje

## Verspreiding en leefgebied
Deze soort komt voor in zuidoostelijk Brazilië in de deelstaten  Minas Gerais,  Rio de Janeiro, Paraná, Santa Catarina en Rio Grande do Sul en in noordoostelijk Argentinië zijn er waarnemingen in de provincie Misiones. Het leefgebied bestaat uit natuurlijk bos van het Atlantisch Woud op hoogten tussen 900 en 2000 m boven zeeniveau.

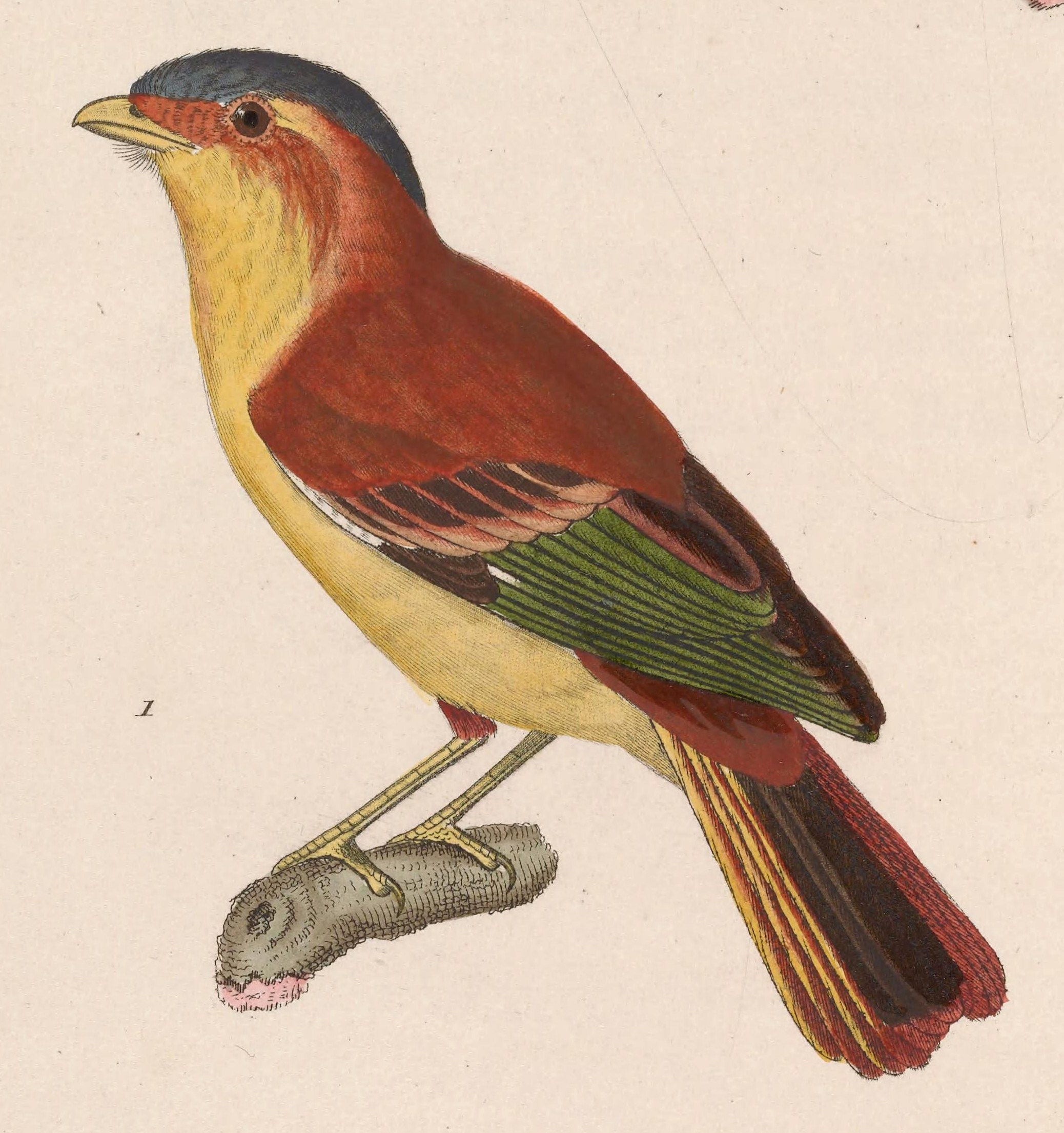
Piprites pileata; illustratie uit eerste beschrijving door Temminck [http://www.biodiversitylibrary.org/page/36704641#page/150/mode/1up

## Status
De zwartkapmanakin heeft een versnipperd verspreidingsgebied en daardoor is de kans op uitsterven aanwezig. De grootte van de populatie werd in 2020 door BirdLife International geschat op 2800-22.400 volwassen individuen en de populatie-aantallen nemen af door habitatverlies. Het leefgebied wordt aangetast door ontbossing waarbij natuurlijk bos wordt omgezet in gebied voor agrarisch gebruik. Om deze reden staat deze soort als gevoelig op de Rode Lijst van de IUCN.